# Остеофіт
Остеофіти — це екзостози (кісткові виступи), які утворюються вздовж країв суглобів. Їх не слід плутати з ентезофітами, які є кістковими виступами, які утворюються в місці прикріплення сухожилля або зв'язки. Остеофіти не завжди можна чітко відрізнити від екзостозів, хоча в багатьох випадках існує ряд відмінностей. Остеофіти, як правило, є внутрішньосуглобовими (всередині суглобової капсули).

## Причина

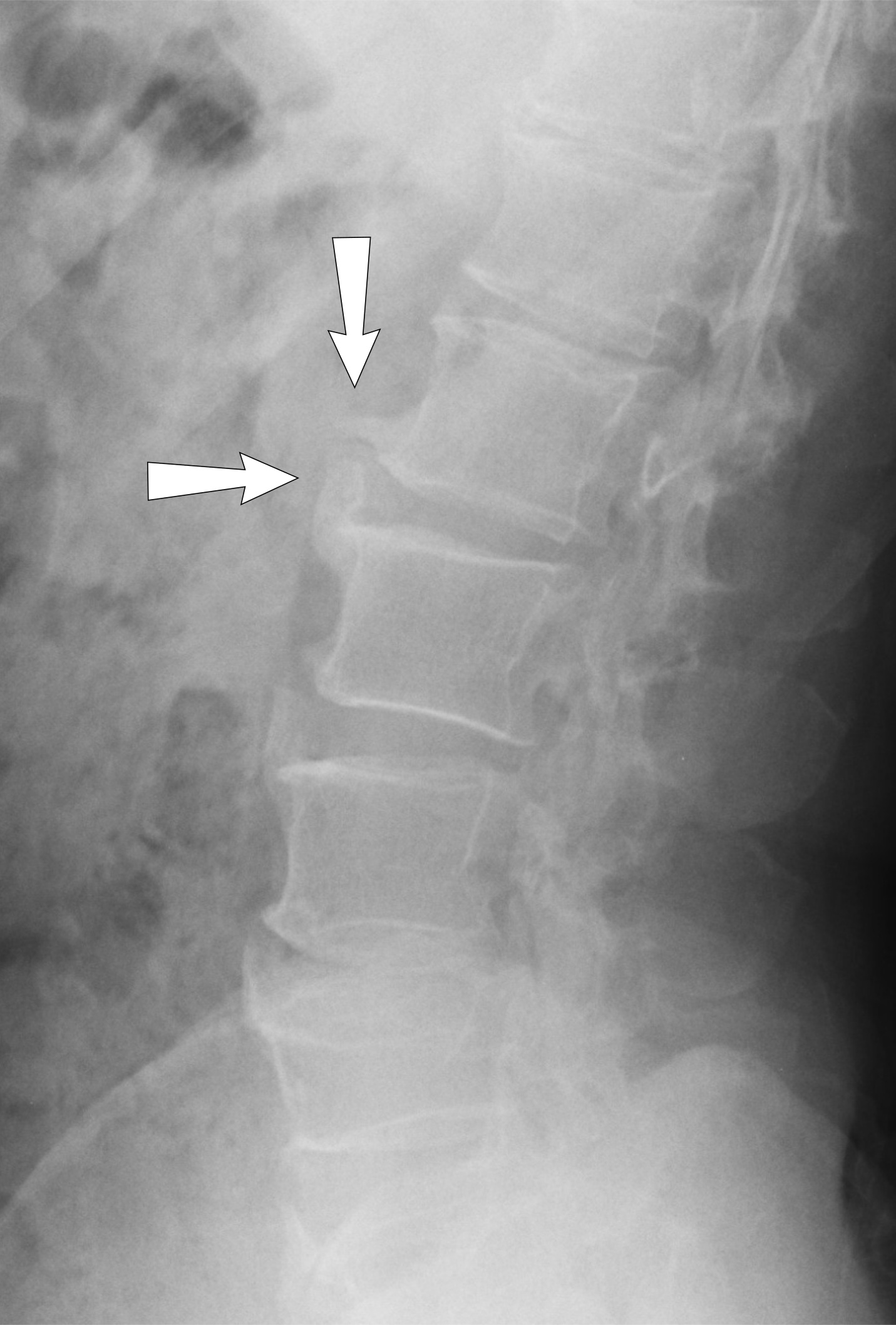
Рентгенівські остеофіти спондильозу поперекового відділу хребта

Ряд процесів кісткоутворення пов'язаний зі старінням, дегенерацією, механічною нестабільністю та захворюваннями (такими як дифузний ідіопатичний скелетний гіперостоз). Утворення остеофітів класично пов'язували з послідовними та наслідковими змінами в таких процесах. Часто остеофіти утворюються в суглобах, уражених остеоартритом, в результаті пошкодження та зношування від запалення. Кальцифікація та утворення нових кісткових формацій також можуть виникнути у відповідь на механічне пошкодження суглобів.

## Патофізіологія
Остеофіти утворюються через збільшення площі пошкодженої поверхні суглоба. Це найчастіше спостерігається на початку артриту. Остеофіти зазвичай обмежують рухливість суглобів і зазвичай викликають біль.
Остеофіти природним чином утворюються на задній частині хребта з віком і є клінічною ознакою дегенерації хребта. У цьому випадку остеофіти зазвичай не є джерелом болю в спині, а є ознакою основної проблеми. Однак, остеофіти на хребті можуть вражати нерви, які відходять від хребта в інші частини тіла. Це зіткнення може спричинити біль як у верхніх, так і в нижніх кінцівках, а також відчуття оніміння або поколювання в руках і ногах, оскільки нерви забезпечують відчуття до їхніх дерматомів.
Остеофіти на пальцях рук або ніг відомі як вузли Гебердена (якщо на дистальному міжфаланговому суглобі) або вузли Бушара (якщо на проксимальному міжфаланговому суглобі).

## Лікування
Зазвичай безсимптомні випадки не лікуються. Нестероїдні протизапальні препарати та хірургічне втручання є двома типовими варіантами у випадках, коли потрібно лікування.